# Mijaíl Koshkin
Mijaíl Ilyich Koshkin (en ruso: Михаил Ильич Кошкин). Nacido en Brynchagi,  Óblast de  Yaroslav, el 3 de diciembre de 1898 - Muerto en Farienhaus Sanki, Óblast de Járkov el 26 de septiembre de 1940.  Fue un ingeniero soviético, diseñador de tanques soviéticos, diseñador jefe del famoso tanque medio T-34. Estudio en el Instituto Politécnico de Leningrado.

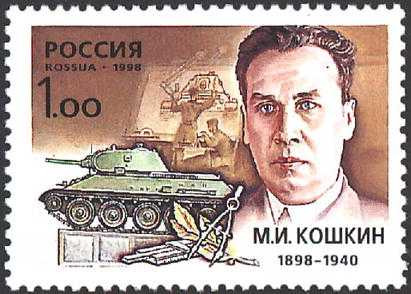
Estampilla por los 100 años de M.I.Koshkin (1898-1940), 1998.

Falleció al contraer neumonía mientras conducía su T-34 en un esfuerzo enorme de hacer 2.000 km desde Járkov a Moscú para una demostración para líderes del Kremlin , y de la Mannerheim Line en Finlandia, y retorno a Járkov vía Minsk y Kiev.
Mijaíl Koshkin le fue concedido de forma póstuma el Premio del Estado de la URSS en 1942 y la Orden de la Estrella Roja.